# Parafia Trójcy Świętej w Saint-Étienne
Parafia Trójcy Świętej – etnicznie grecka parafia prawosławna w Saint-Étienne.